# Weston CDP (Vermont)
Weston es un lugar designado por el censo ubicado en el condado de Windsor en el estado estadounidense de Vermont. En el Censo de 2020 tenía una población de 77 habitantes y una densidad poblacional de 167,39 habitantes por km². Fue incluido como CDP en el censo de 2020.

## Geografía
Weston se encuentra ubicado en las coordenadas 43°17′28″N 72°47′35″O / 43.29111, -72.79306. Según la Oficina del Censo de los Estados Unidos,  tiene una superficie total de 0,46 km², de la cual 0,45 km² corresponden a tierra firme y 0,01 km² a agua.